# Uniforme militar de la Antigua Roma

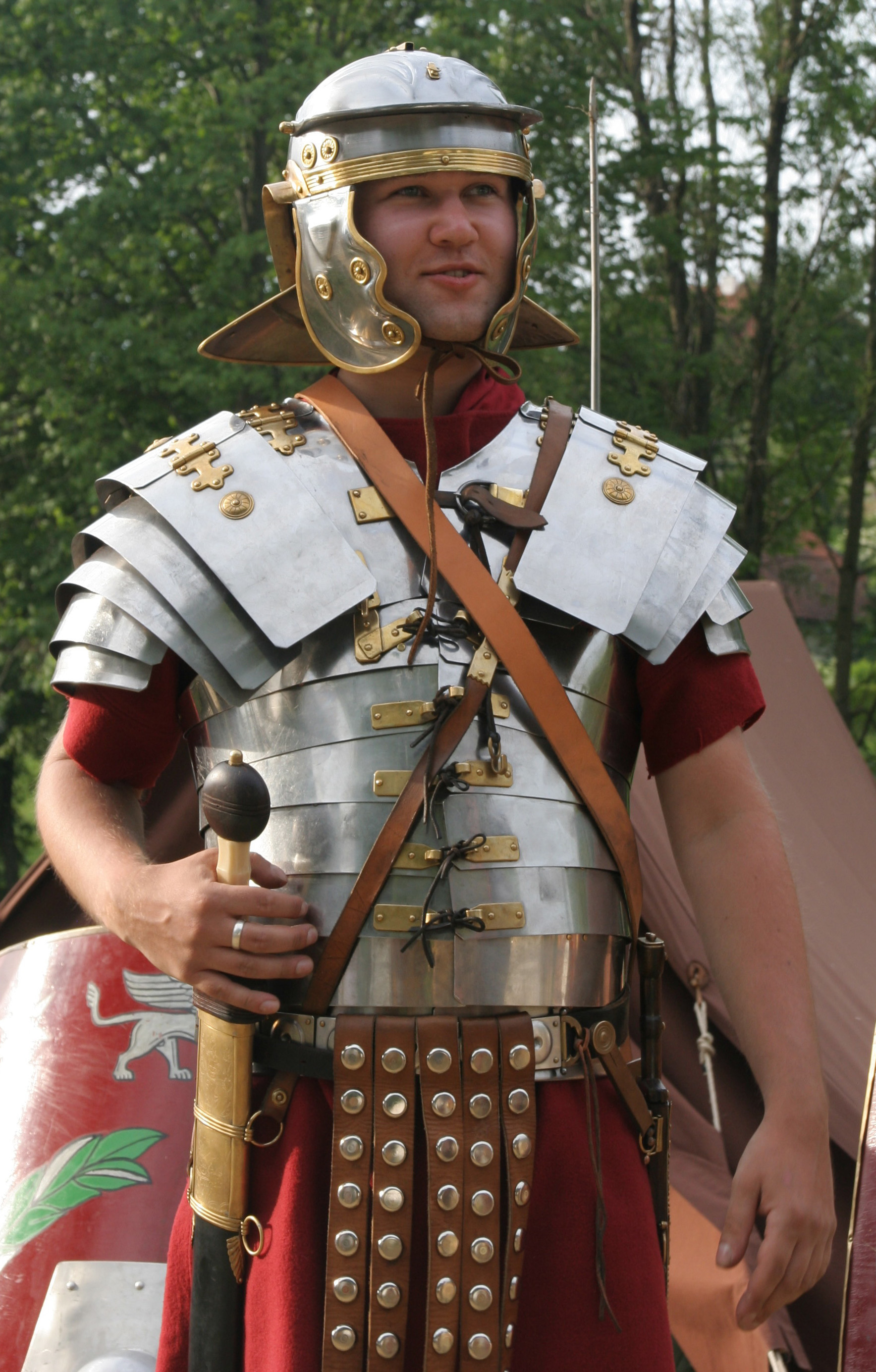
Reproducción del equipamiento típico de un legionario romano, donde se puede apreciar la parte frontal de la lorica segmentata

Las legiones romanas de la  República de Roma y el Imperio llevaban uniformes y armaduras bastante estandarizadas. Sin embargo, el concepto de uniforme no fue parte de su cultura. No hubo armaduras estandarizadas totalmente  aunque que se produjeran en fábricas estatales, variaba según la provincia de origen. Del mismo modo que los romanos tampoco tenían el concepto de obsolescencia. Siempre se permitió a los soldados el usar las armaduras heredadas por los miembros de su familia, comprar armaduras de los soldados que habían terminado su servicio o llevar estilos diferentes de armadura si lo preferían y armaduras incompletas. Por lo tanto, era común para las legiones el usar una mezcla de varios estilos de distintas épocas.
Fragmentos recuperados de la ropa y pinturas de la pared indican que la túnica básica del soldado romano era de lana, de color rojo o sin color (blanco crudo). Los oficiales superiores llevaban capas blancas y plumas. Los centuriones que formaban la espina dorsal en las legiones se distinguían con crestas transversales en sus cascos, adornos en el pecho (equivalentes a las medallas modernas) y una lanza larga.
La armadura militar romana incluye:                  
- La gálea o casco de soldado. Las variantes son: Casco Coolus, el  Casco Montefortino y el Casco Imperial.

- Las grebas, para proteger las piernas.

- lorica (armadura) de diferentes tipos: 
  - Lorica hamata (cota de malla)
  - Lorica manica (protector de brazos)
  - Lorica plumata (armadura con plumas, que en realidad son escamas metálicas alargadas)
  - Lorica segmentata (armadura segmentada)
  - Lorica squamata (armadura con escamas)
  - Lorica musculata (armadura que reproducía la musculatura del pecho, reservada a los rangos superiores)

Otras prendas de vestir incluidas en el equipo legionario:
- Una túnica (en latín, tunica).
- El balteus, un cíngulo militar o cinturón doblemente usado para guardar las armas y para meter la ropa.
- Los braccae (pantalones), usados en climas más fríos.
- Las caligae, zapatos de suela pesada o sandalias militares.
- El focale, un pañuelo usado para proteger el cuello de las rozaduras causadas por el contacto constante con la armadura.
- El loculus, una cartera, llevadas por los legionarios como parte de su sarcina (equipo básico).
- El paludamentum, un manto o capa de color escarlata sujeta desde un hombro, usado por los comandantes. Las tropas no lo utilizaban, ya que se trataba del distintivo del comandante en jefe del ejército.